# Вятское (Удмуртия)
Вя́тское — село в Каракулинском районе Удмуртии. Образовывало муниципальное образование Вятское со статусом сельского поселения как единственный населённый пункт в его составе. Законом от 27 мая 2021 года № 54-РЗ к 10 июня 2021 года сельское поселение упразднено в связи с преобразованием муниципального района в муниципальный округ.

## География
Село Вятское располагается в юго-восточной части Удмуртии, на реке Буториха, в 500 м от правого берега реки Камы, в 11 км к северо-востоку от районного центра села Каракулино, в 18 км к юго-западу от села Галаново, в 44 км к югу от города Сарапул и в 93 км к юго-востоку от столицы Удмуртии, города Ижевска.

## История
Село Вятское упоминается в «Писцовой книге Казанского уезда 1647—1656 г.»: «Село Покровское, Вятцкое то ж; пашни и перелогу десять длинников, дватцать поперечников, итого двесте десятин в поле, а в дву по тому ж». В дворцовой Сарапульской волости Арской дороги Казанского уезда. После упразднения Арской дороги в 1780 году — в Сарапульском уезде Вятского наместничества. С 1796 года — в Вятской губернии.
4 ноября 1926 года был образован Каракулинский район Вятской губернии и село Вятское вошло в его состав. В 1929—1934 годах — в Нижегородской области. В 1934—1937 годах — в Кировской области. Постановлением ВЦИК от 22 октября 1937 года село, в составе Каракулинского района, передано из Кировской области в состав Удмуртской АССР.
С 2006 года село является административным центром муниципального образования «Вятское».

## Население
| 2010 | 2012 | 2013 | 2014 | 2015 | 2016 | 2017 |
| ---- | ---- | ---- | ---- | ---- | ---- | ---- |
| 467  | ↘465 | ↘456 | ↘438 | ↘430 | ↘409 | ↘395 |
| 2018 | 2019 | 2020 |      |      |      |      |
| ↘387 | ↘370 | ↘366 |      |      |      |      |